# Papa Don't Preach
„Papa Don't Preach” este un cântec al interpretei americane Madonna pentru cel de-al treilea ei album de studio, True Blue (1986). Piesa a fost compusă de Brian Elliot și Madonna, în timp ce producția a fost asigurată de Stephen Bray și solistă. Melodia apare într-o versiune remix pe compilația din 1990, The Immaculate Collection, în timp ce varianta originală a fost inclusă pe compilația Celebration, lansată în 2009. Stilul muzical al cântecului combină stiluri pop și clasice, în timp ce versurile vorbesc despre subiecte precum sarcina adolescentină și avort. Acestea au fost bazate pe o bârfă dintre niște fete, auzită de Elliot în timp ce se afla în studio.
Lansat drept cel de-al doilea disc single extras de pe album la mijlocul anului 1986, cântecul a fost un succes comercial. „Papa Don't Preach” a devenit cea de-a patra piesă a Madonnei care ajunge în fruntea clasamentului Billboard Hot 100, și a avut, de asemenea, o performanță bună în ierarhiile internaționale, clasându-se pe prima poziție a topurilor din Regatul Unit și Australia. Criticii de specialitate au oferit recenzii pozitive melodiei, majoritatea considerând-o una dintre cele mai bune de pe album. Videoclipul muzical a fost regizat de James Foley și înfățișează o schimbare în imaginea Madonnei, având un corp tonifiat și muscular și păr blond auriu până la umeri. Se prezintă o poveste în care Madonna încearcă să-i mărturisească tatălui ei că este însărcinată. Imaginile sunt juxtapuse cu scene în care Madonna dansează și cântă într-un studio îngust și întunecat, și cadre în care aceasta își petrece o seară romantică alături de iubitul ei.
La scurt timp după lansare, cântecul a stârnit un val de controverse datorită versurilor. Organizații ale femeilor și persoane din domeniul planificării familiale au criticat-o pe Madonna, fiind de părere că încearcă să încurajeze sarcinile adolescentine, în timp ce grupurile care se opun avortului au considerat că melodie are un mesaj pozitiv și pro-viață. Cântăreața a interpretat „Papa Don't Preach” în patru dintre turneele ei de concerte, ultimul fiind MDNA Tour, în anul 2012. De asemenea, melodia a cauzat primul conflict al artistei cu Vaticanul, deoarece aceasta l-a dedicat lui Papa Ioan Paul al II-lea, iar el i-a somat pe fanii italieni să nu asiste la concertele turneului Who's That Girl World Tour în 1987. În anul 2002, cântăreața britanică Kelly Osbourne a înregistrat o versiune hard rock a piesei, incluzând-o ulterior pe albumul ei de debut, Shut Up.

## Informații generale
În toamna anului 1985, Madonna a început să compună și să înregistreze cântece pentru cel de-al treilea ei album de studio, True Blue. Artista a continuat colaborarea cu Steve Bray, începută în timpul înregistrărilor pentru albumul Like a Virgin, și l-a cooptat pe Patrick Leonard în echipa de producție. Melodia de deschidere a discului, „Papa Don't Preach”, a fost compusă de Brian Elliot, care a descris-o drept „o piesă de dragoste, poate privită puțin diferit”. Aceasta a fost bazată pe o bârfă dintre niște fete, auzită de el în timp ce se afla în studio, studioul având o fereastră mare, ce era pe o parte oglindă, acolo oprindu-se multe fete de la Liceul North Hollywood, Los Angeles, pentru a-și aranja părul și pentru a vorbi. Cântecul i-a fost trimis Madonnei de către Michael Ostin, același director executiv al companiei Warner Bros. care a descoperit piesa „Like a Virgin”. Madonna a contribuit doar cu câteva versuri suplimentare, „Papa Don't Preach” fiind singurul cântec de pe album pe care nu l-a compus în principal. În timpul unui interviu acordat revistei Rolling Stone în anul 2009, Madonna a fost întrebată de reportul Austin Scaggs cu privire la motivul pentru care tema piesei a fost semnificativă pentru ea. Artista a răspuns:
„[Cântecul] pur și simplu s-a potrivit cu propriul meu spirit al vremii și înfruntând autoritatea masculină, fie că este vorba de papa, sau de Biserica Catolică, sau tatăl meu și metodele sale conservatoare și patriarhale. ... Pentru «Papa Don't Preach» au fost atât de multe opțiuni – de aceea am considerat că este atât de minunat. Oare încearcă să «schma-smortion», așa cum spun în [filmul] «Un pic însărcinată»? Oare este împotriva avortului?”

## Structura muzicală și versurile
„Papa Don't Preach” este un cântec dance-pop cu o instrumentație alcătuită din chitare acustice, electrice, și ritmice, claviatură, și aranjamente cu coarde. Piesa este compusă în tonalitatea Fa minor și are un tempo moderat de 116 bătăi pe minut. Combinația dintre tempo și tonalitate produce o disjuncție între ritmurile pop și cele clasice, evidențiată de instrumentația din timpul introducerii.
Melodia începe într-un stil vivaldian distinct, pe măsură ce tempo-ul rapid și progresia de acorduri în stil clasic anticipează versurile care urmează. Acordurile de început și linia melodică pun accent pe tonica notelor principale: Fa minor–Mi♭–Re♭–Do minor–Re♭–Mi♭–Fa minor–Re♭–Mi♭–Fa minor, fiind asemănătoare cu o lucrare din perioada Barocului. Secvența este urmată de sunete ale muzicii dance, produse de un beat puternic al instrumentației.  Vocea Madonnei variază de la nota Fa3 la nota Do5 și are un sunet diferit în comparație cu materialele sale anterioare, utilizând de această dată un registru vocal mai matur, concentrat și adânc.
Versurile prezintă interesul Madonnei pentru educația romano-catolică, de vreme ce tema cântecului este o fată care îi mărturisește tatălui ei că este gravidă și că are de gând să păstreze copilul, în loc să facă avort sau să renunțe la copil pentru adopție, în ciuda faptului că prietenii ei îi recomandă asta. Piesa urmărește o structură tradițională de tipul vers-refren, cu o secvență intermediară înainte de al treilea și ultimul refren. La început, artista i se adresează tatălui ei în mod direct, rugându-l să discut cu ea ca între adulți, „You should know by now that I'm not a baby” (ro.: „Ar fi trebuit să știi până acum că nu mai sunt un copil”). Tranziția către refren implică o voce mai dramatică și într-un registru înalt, încheindu-se aproape în lacrimi în timp ce rostește cuvântul „Please” (ro.: „Te rog”). Ajunsă la refren, Madonna trece la o voce pledantă și cântă într-un registru înalt. În timpul secvenței intermediare, piesa include un ritm spaniol, fiind unul dintre cele mai timpurii exemple ale influenței pe care muzica latino a avut-o asupra stilului muzical al Madonnei.

## Recepția criticilor

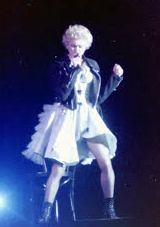
Madonna cântând melodia într-un concert din cadrul turneului Who's That Girl World Tour (1987).

„Papa Don't Preach” a primit aclamații din partea criticilor de specialitate. În timpul unei recenzii pentru albumul True Blue, Davitt Sigerson de la revista Rolling Stone a spus că dacă există o adevărată problemă în ceea ce privește „lipsa de cântece remarcabile” pe disc, „doar magnificul «Papa Don't Preach» are un refren îndeajuns de important cât să corespundă cu «Like a Virgin», «Dress You Up» și «Material Girl».” Într-o recenzie pentru Allmusic, Stephen Thomas Erlewine a spus că solista „se folosește de muzică pentru a se agăța de critici la fel cum își ademenește o întreagă audiență cu lovituri de maestru precum «Papa Don't Preach».” Într-o recenzie pentru ziarul The Village Voice, Robert Christgau a considerat că artista „nu le vorbește adolescenților obișnuiți mai mult decât Reagan le vorbește membrilor de sindicat”, adăugând că „în timp ce conținutul anti-avort din «Papa Don't Preach» nu este inechivoc, și nici nu l-ar transforma, prin definiție, într-un cântec prost dacă ar fi fost cazul, ambiguitatea joacă mai mult rolul de scuză ieftină în loc să fie o ușă deschisă, iar acesta este un lucru rău.”
Sal Cinquemani de la revista Slant Magazine a spus că „prin intermediul unor melodii precum «Papa Don't Preach», Madonna a realizat tranziția de la «prostituată» pop la artist de consum, alăturându-li-se idolilor anilor '80 ca Michael Jackson și Prince.” David Browne de la revista Entertainment Weekly a relatat în timpul unei recenzii pentru compilația The Immaculate Collection că „În teorie, o sofisticată urbană de vreo 30 de ani ce cântă în calitate de adolescentă însărcinată  [...] ar trebui să sune ridicol”, însă „cu ajutorul unor colaboratori precum Stephen Bray și Patrick Leonard, [piesa] se transformă totuși într-o înregistrare pop perfect concepută.” În anul 2005, publicația menționată anterior a clasat single-ul pe locul 486 în „Top 500 cele mai bune melodii de după nașterea ta”. În anul 1987, cântecul a fost nominalizat la premiul Grammy pentru cea mai bună interpretare pop feminină la cea de-a 29-a gală a premiilor, însă a pierdut în favoarea Barbrei Streisand cu materialul The Broadway Album.

## Performanța în clasamentele muzicale
„Papa Don't Preach” a fost lansat în Statele Unite în luna iunie a anului 1986. Cântecul a debutat pe locul 42 în clasamentul Billboard Hot 100, iar opt săptămâni mai târziu a ascensionat până pe primul loc, devenind cel de-al patrulea disc single al Madonnei care ocupă poziția fruntașă. Piesa și-a menținut performanța timp de două săptămâni, și a acumulat un total de 18 săptămâni de prezență în top. A ocupat, de asemenea, locurile patru și 16 în ierarhiile Hot Dance Club Songs și, respectiv, Adult Contemporary. În octombrie 1998, melodia a fost premiată cu discul de aur de către Recording Industry Association of America (RIAA) pentru cele peste un milion de copii expediate. Cântecul s-a poziționat pe locul 29 în clasamentul de final de an compilat de revista Billboard pentru anul 1986. În Canada, „Papa Don't Preach” a debutat pe locul 53 în topul RPM la 5 iulie 1986, a petrecut două săptămâni pe prima poziție în luna august 1986, și a rămas în ierarhie timp de 20 de săptămâni. Single-ul a ocupat locul 13 în clasamentul de final al anului 1986.
În Regatul Unit, piesa a fost lansată la 16 iunie 1986. Melodia a debutat pe locul 13 în ierarhia UK Singles Chart, și a urcat pe locul întâi două săptămâni mai târziu. Cântecul și-a păstrat poziția timp de trei săptămâni, și a rămas în clasament pentru 15 săptămâni. Organizația British Phonographic Industry (BPI) i-au acordat single-ului discul de aur în august 1986 pentru depășirea pragului de 500.000 de exemplare vândute. Potrivit datelor furnizate de Official Charts Company, melodia s-a vândut în 650.700 de exemplare în Regatul Unit până în august 2016. De-a lungul Europei, „Papa Don't Preach” a fost un succes comercial, ocupând prima poziție a topului Eurochart Hot 100 pentru 11 săptămâni. Cântecul a ajuns pe primul loc în Belgia, Irlanda, Italia și Norvegia, și a devenit un șlagăr de top cinci în Austria, Elveția, Franța, Germania, Olanda și Spania.

## Videoclipul muzical
| Imagine indisponibilă |  | Imagine indisponibilă |
| Înfățișarea Madonnei din videoclipul „Papa Don't Preach” a fost inspirată de stilul gamin (băiețesc) al actrițelor Shirley MacLaine (stânga) și Audrey Hepburn (dreapta) din anii '50. |  |                       |

Pentru videoclipul muzical al melodiei, Madonna a avut parte de o schimbare completă a înfățișării. Artista a renunțat la bijuteriile intense și la machiaj, adoptând stilul gamin (băiețesc), un termen folosit pentru a descrie stilul și aspectul fizic pe care actrițele Shirley MacLaine și Audrey Hepburn l-au adoptat în anii '50. În videoclip, Madonna joacă rolul unei fete „băiețoi”, îmbrăcată în blugi, o geacă de piele neagră și un tricou cu sloganul „Italians do it Better” (ro.: „Italienii o fac mai bine”). Aceste cadre sunt intercalate cu scene în care artista are un aspect fizic atractiv, cu un corp tonifiat și muscular, păr blond auriu până la umeri și o ținută ce amintește de stilul anilor '60, alcătuită dintr-o bluză neagră, o bustieră, și o pereche de pantaloni capri.
Videoclipul a fost regizat de către James Foley, cel care a lucrat alături de Madonna la clipul pentru „Live to Tell”. Producția a fost realizată de David Naylor și Sharon Oreck, în timp ce Michael Ballhaus a contribuit în calitate de cameraman. Videoclipul a fost filmat pe o perioadă de peste trei zile în Staten Island, New York și Manhattan. Staten Island a fost ales la sugestia lui Foley, fiind locul în care acesta a copilărit: „Am discutat despre dorința de a pătrunde într-un mediu de clasă muncitoare, deoarece la momentul respectiv făcuse deja «Material Girl» și «Like a Virgin» și alte lucruri pline de farmec și stilizate. Ea și-a dorit ca acum să facă ceva «mai cu picioarele pe pământ» și «dramatic».” Actorul Alex McArthur a fost angajat să joace rolul iubitului Madonnei și tatăl copilului din videoclip. Solista l-a văzut pe McArthur jucând un tânăr naiv în filmul Desert Hearts (1985), și a considerat că este făcut să joace iubitul mecanic din clip. „Eram în garaj și lucram la [motocicleta mea] Harley,” a spus McArthur, „am răspuns la telefon iar vocea a spus, «Bună, aici e Madonna. Mi-ar plăcea să apari în următorul meu videoclip.»”
Clipul începe cu scene în care este prezentată o panoramă a New York-ului, feribotul Staten Island, și prim-planuri ale personajelor. Madonna este înfățișată mergând singură de-a lungul unei alei, gândindu-se la tatăl ei, interpretat de Danny Aiello, și la cât de mult îl iubește. Ea își privește ulterior iubitul, interpretat de Alex McArthur, mergând pe stradă. Imaginile sunt juxtapuse cu scene în care Madonna dansează și cântă într-un studio îngust și întunecat. Mai apoi, artista pleacă de lângă prietenele ei, care o avertizează în legătură cu iubitul ei. Ea și partenerul ei petrec o seară romantică pe o barjă și reflectă asupra vieților lor după ce privesc un cuplu în vârstă. Madonna află ulterior că este însărcinată, și după multe ezitări îi dezvăluie tatălui ei. Cei doi au câteva ore de tensiune între ei, însă în final, tatăl acceptă sarcina, iar cadrul final prezintă o îmbrățișare conciliantă între tată și fiică.
Georges-Claude Guilbert, autorul cărții Madonna as Postmodern Myth, a comparat aspectul Madonnei cu „o combinație între Marilyn Monroe, Jean Seberg și Kim Novak.” El a adăugat că i-a fost greu să creadă că „[Madonna] nu era conștientă de faptul că va stârni mari controverse cu videoclipul ... Cu un așa cântec și clip, ea a aruncat direct în fața Americii imaginea unei țări devastate de dezbateri pe tema avorturilor, departe de a fi rezolvate.” Lynda Hart, unul dintre autorii publicației Acting Out: Feminist Performances, a opinat că videoclipul „alternează între două reprezentări concurente ale Madonnei ... Încărcat de constrângeri, ambele părți transformă videoclipul într-o invitație către un anume stil de viață, în proces fiind negată invocarea stilistică a autorității.” La ediția din 1987 a premiilor MTV Video Music Awards, „Papa Don't Preach” a câștigat un premiu la categoria „Cel mai bun videoclip al unei cântărețe”, și a primit nominalizări la categoriile „Cea mai bună imagine” și „Cea mai bună interpretare”.

## Interpretări live

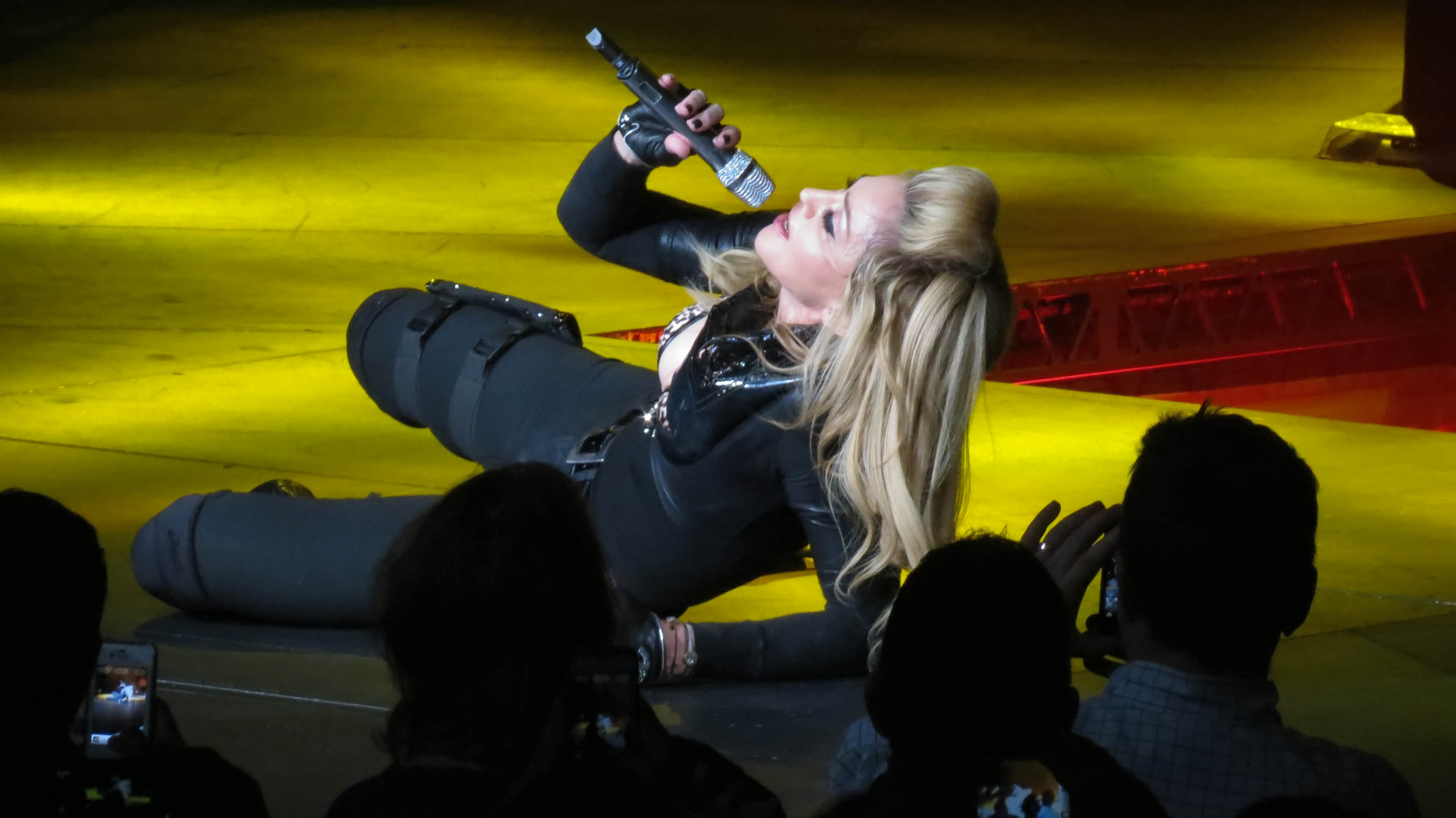
Madonna interpretând o variantă scurtă a melodiei „Papa Don't Preach” în turneul MDNA în 2012.

Madonna a cântat piesa în patru turnee mondiale, prima interpretare având loc în anul 1987, în turneul Who's That Girl World Tour. Pentru concert, artista dansat pe scenă purtând o rochie albă în stil spaniol, realizată de Marlene Stewart, și o geacă neagră de piele, similară cu cea purtată în videoclip. Ecranul din fundal a afișat portrete ale Papei Ioan Paul al II-lea și Ronald Reagan, fostul președinte al Statelor Unite, precum și scene din scurtmetrajul The Nightmare a lui John Perry III. Spectacolul s-a încheiat cu cuvintele „Safe Sex” (ro.: „Sex Protejat”) afișate pe ecran, în timp ce Madonna a finalizat interpretarea. Solista a dedicat cântecul către Papă, marcând primul conflict al artistei cu Vaticanul, de vreme ce Papa Ioan Paul al II-lea i-a somat pe fanii italieni să nu asiste la concertele ei. Două interpretări diferite ale melodiei pot fi regăsite pe lansările video Who's That Girl: Live in Japan, filmat în Tokyo, Japonia, la 22 iunie 1987, și Ciao Italia: Live from Italy, filmat în Torino, Italia, la 4 septembrie 1987.
Trei ani mai târziu, în turneul Blond Ambition World Tour din 1990, Madonna a invocat imagini ale catolicismului în timpul interpretării cântecului „Papa Don't Preach”. Cântăreața a purtat un caftan negru din șifon și a dansat energic, acompaniată de șase dansatori, în timp ce o platformă încărcată de lumânări a fost amplasată în fundal. Două interpretări diferite au fost înregistrate și incluse pe lansările video Blond Ambition Japan Tour 90, filmat în Yokohama, Japonia, la 27 aprilie 1990, și Blond Ambition World Tour Live, filmat în Nisa, Franța, la 5 august 1990.
În 2004, în turneul Re-Invention World Tour, Madonna a cântat single-ul purtând un kilt scoțian și tricouri cu diverse sloganuri, precum „Kabbalists do it Better” (ro.: „Cabaliștii o fac mai bine”), sau „Brits do it Better” (ro.: „Britanicii o fac mai bine”) și „Irish do it Better” (ro.: „Irlandezii o fac mai bine”) în timpul concertelor din Regatul Unit și Irlanda, amintind de tricoul pe care l-a purtat în videoclip. Madonna a cântat, de asemenea, o versiune scurtă a melodiei „Papa Don't Preach” în turneul MDNA din 2012. Purtând un costum mulat negru, solista a interpretat piesa în timp ce se târa pe jos, moment urmat de câțiva dansatori care au purtat măști tribale și au înconjurat-o pe artistă, legând-o și purtând-o către centrul scenei principale pentru a cânta „Hung Up”.

## Versiuni cover
„Papa Don't Preach” a fost reinterpretat în versiuni cover de numeroși artiști. În anul 1986, „Weird Al” Yankovic a inclus cântecul drept ultimul în mixajul „Polka Party!” de pe albumul cu același nume.
În anul 2002, cântăreața britanică Kelly Osbourne a înregistrat o versiune hard rock a melodiei împreună cu membrii formației Incubus, Mike Einziger (la chitară) și José Pasillas (la tobe); varianta cover a fost produsă de fratele ei, Jack Osbourne. Versiunea lui Osbourne a fost inclusă drept piesă bonus pe albumul ei de debut, Shut Up, precum și în coloana sonoră a reality show-ului The Osbournes difuzat pe canalul MTV.
Piesa a fost lansată în Regatul Unit în luna septembrie a anului 2002 și a ajuns pe locul trei. În restul Europei, cântecul a obținut poziții top zece în Irlanda și Finlanda, și a ajuns în top douăzeci în Suedia. În Australia, single-ul a debutat pe locul trei, și a fost premiat cu discul de platină de către Australian Recording Industry Association (ARIA). Varianta cover a lui Osbourne a obținut recenzii negative din partea criticilor de specialitate, fiind de părere că interpretarea „este egală cu zero” și „duhnește a oportunism”. Colaborarea cu Incubus a fost, de asemenea, criticată și descrisă drept „lipsită de imaginație”, considerându-se că „prezența lor face toată această nebunie cu greu perceptibilă”.
Grupul francez Mad'House a realizat o versiune Eurodance pentru „Papa Don't Preach”, inclusă pe albumul Absolutely Mad (2002). Interpretări cover lansate pe albume de tribut includ variante ale lui Brook Barros, pe discul The Music of Madonna lansat în 2005, și o versiune jazz realizată de Bo. Da pentru materialul Plays Madonna in Jazz lansat în 2007. Un fragment din piesă este preluat de single-ul „Never Really Was” lansat de Mario Winans în anul 2004, în timp ce Keshia Chanté a utilizat o mostră pentru cântecul „Fallen” din 2006. În 2001, formația Picturehouse au lansat o variantă acustică și liniștită a piesei pentru albumul de cover-uri Even Better Than the Real Thing. Actrița Dianna Agron a interpretat în anul 2009 o versiune acustică a single-ului în cadrul serialului de televiziune Gleen, drept personajul Quinn Fabray, o adolescentă însărcinată.

## Impact în cultura pop

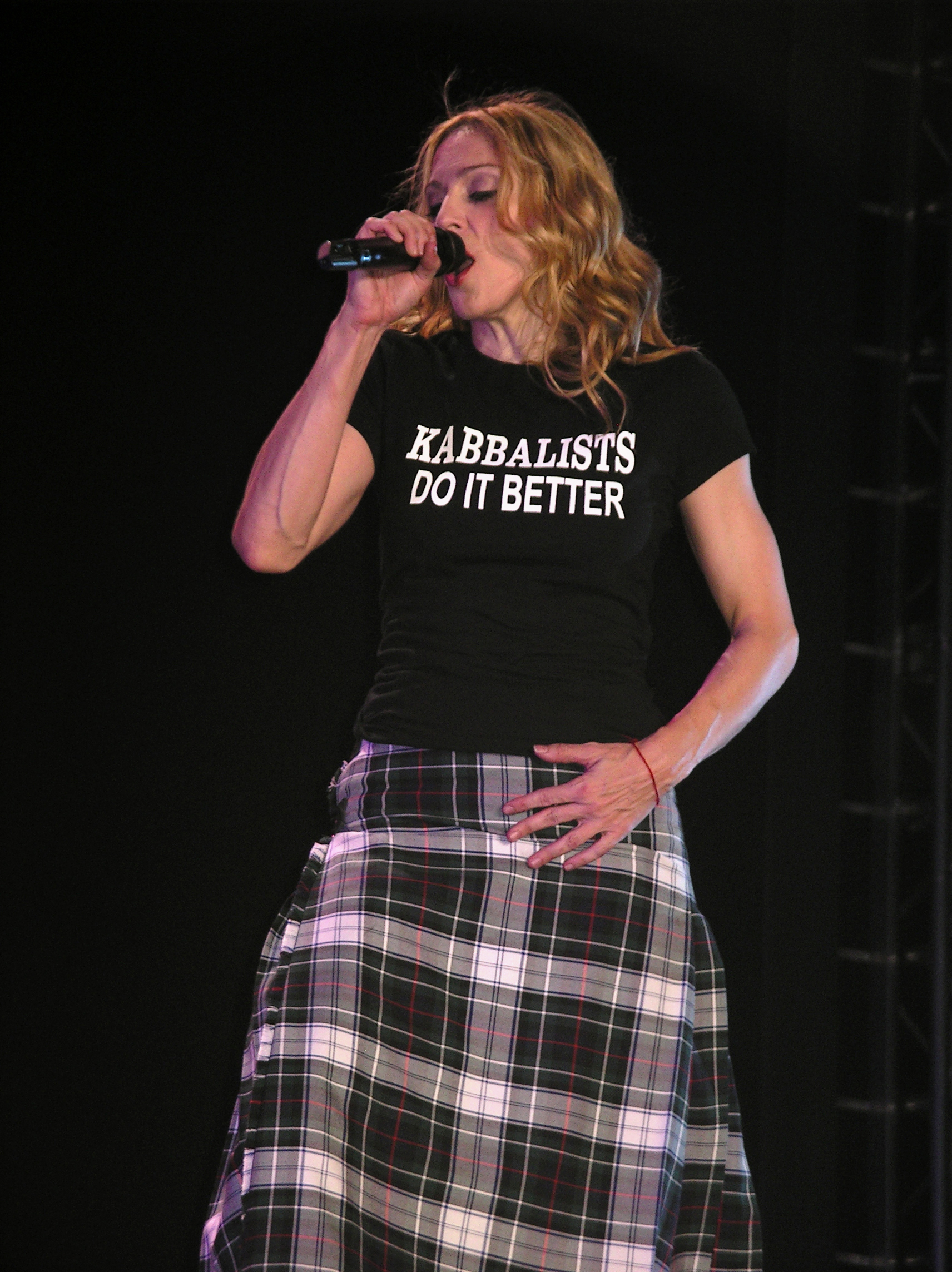
Madonna purtând un kilt și interpretând „Papa Don't Preach” în turneul Re-Invention World Tour din 2004

Pe măsură ce popularitatea cântecului a crescut în Statele Unite, acesta a primit fie critici, fie suport din partea grupurile preocupate de graviditate sau avort. În luna iulie a anului 1986, la puțin timp după lansarea videoclipului pentru „Papa Don't Preach”, Madonna a discutat despre controversele din jurul melodiei alături de criticul muzical Stephen Holden de la ziarul The New York Times:
„«Papa Don't Preach» este un cântec cu mesaj pe care toată lumea îl va interpreta greșit. Imediat vor spune că sfătuiesc fiecare tânără să se ducă să rămână gravidă. Când am auzit prima dată cântecul, am crezut că-i prostuț. Dar apoi m-am gândit, stai puțin, piesa este de fapt despre o fată care ia o decizie în viața ei. Are o relație foarte apropiată cu tatăl ei și vrea să o păstreze așa. Pentru mine, e o celebrare a vieții. Spune «Te iubesc tată și îi iubesc pe acest bărbat și acest copil ce crește în mine.» Desigur, cine știe cum se va termina? Dar cel puțin începe pozitiv.”
Printre persoanele care au criticat mesajul cântecului s-a numărat și Ellen Goodman, o membră a sindicatului de ziariști naționali, care a numit videoclip „o reclamă la sarcini adolescentine”. Avocata feministă Gloria Allred, purtătoarea de cuvânt a Organizației Naționale a Femeilor (NOW), i-a solicitat cu mânie Madonnei să facă o declarație publică sau un alt cântec în sprijinul punctului de vedere opus. Alfred Moran, director executiv al asociației nonguvernamentale Planned Parenthood of New York City, afiliată a Federației Internaționale a Planificării Familiale, a criticat melodia, temându-se că subminează eforturile de a promova contracepția în rândurile adolescenților și că promovează sarcina adolescentină. Amintind de momentul în care clinicile agenției erau pline în anul 1985 de fete care purtau haine într-o imitație a stilului Madonnei, Moran a spus că mesajul piesei este „că a rămâne însărcinată este ceva interesant și să păstrezi copilul este decizia potrivită și un lucru bun, și să nu asculți părinți, școala, sau oricine afirmă contrariul—nu-mi fă morală, tată. Realitatea este că ceea Madonna le sugerează adolescenților este o cale spre sărăcie permanentă.”
Pe de altă parte, grupurile care se opun avortului au considerat că „Papa Don't Preach” are un mesaj pozitiv și pro-viață. Susan Carpenter-McMillan, președinta fundației nonguvernamentale, profeministe Feminists for Life (FFL), a declarat „avortul este disponibil la orice colț de stradă pentru femeile tinere. Acum, ceea ce Madonna le spune este, hei, există o alternativă.” Tipper Gore, unul dintre fondatorii asociației Parents Music Resource Center (PMRC), care cu un an mai devreme a denunțat-o pe Madonna pentru versurile cu conținut sexual din single-ul „Dress You Up”, și a demarat o campanie împotriva muzicii cu conținut explicit, a lăudat decizia artistei de a vorbi deschis și sincer în legătură cu un subiect atât de serios și o importantă problemă socială. Discutând despre cântec, Gore a spus că „melodia vorbește despre un subiect serios cu o conștientizare a urgenței și o sensibilitate regăsită atât în versuri, cât și în interpretarea Madonnei. Se ilustrează, de asemenea, faptul că trebuie să existe mai sprijin și mai multă comunicare în familii privind această problemă, și orice se încurajează și felicit.”
Textierul piesei, Brian Elliot, a afirmat în legătură cu dezbaterea: „Am vrut doar să transform această fată din cântec într-un personaj îngăduitor. Fiind tată la rândul meu, vreau să am acces la problemele copiilor mei.” Madonna a evitat controversele și nu a făcut niciun comentariu cu privire la utilizarea melodiei drept o afirmație împotriva avorturilor. Impresara artistei, Liz Rosenberg, a declarat că „ea [Madonna] cântă un cântec, nu adoptă o anumită poziție”, adăugând că „fiolosofia ei este aceea că oamenii pot să creadă ce vor.” Danny Aiello, cel care a jucat rolul de tată în videoclip, a înregistrat ca răspuns o piesă intitulată „Papa Wants the Best for You” mai târziu în același an, compusă de Artie Schroeck din perspectiva unui tată.

## Ordinea pieselor pe disc și formate
| - Single 7" distribuit în Statele Unite 1. „Papa Don't Preach” (Versiunea LP) – 4:27 2. „Pretender” (Versiunea LP) – 4:28 - Single 7" distribuit în Regatul Unit 1. „Papa Don't Preach” (Versiunea LP) – 4:27 2. „Ain't No Big Deal” – 4:12 - Single 7" distribuit în Japonia 1. „Papa Don't Preach” (Versiunea LP) – 4:27 2. „Think of Me” (Versiunea LP) – 4:54 - CD Video single distribuit la nivel internațional 1. „Papa Don't Preach” (Versiunea LP) – 4:27 2. „Papa Don't Preach” (Remix extins) – 5:43 3. „Pretender” (Versiunea LP) – 4:28 4. „Papa Don't Preach” (Video) – 5:00 | - Single 12" distribuit în Statele Unite 1. „Papa Don't Preach” (Remix extins) – 5:43 2. „Pretender” (Versiunea LP) – 4:28 - Single 12" distribuit în ediție limitată în Germania și Regatul Unit 1. A1.„Papa Don't Preach” (Versiune extinsă) – 5:45 2. B1.„Ain't No Big Deal” – 4:12 3. B2.„Papa Don't Preach” (Versiunea LP) – 4:27 - CD Maxi Single distribuit în Germania și Regatul Unit (1995) 1. „Papa Don't Preach” (Versiune extinsă) – 5:45 2. „Ain't No Big Deal” – 4:12 3. „Papa Don't Preach” (Versiunea LP) – 4:27 |

## Acreditări și personal
- Brian Elliot – muzică și versuri
- Madonna – versuri suplimentare, producător, voce principală
- Stephen Bray – producător, sintetizator bas, percuție, tobe, claviatură
- Reggie Lucas – producător al „Ain't No Big Deal”
- David Williams – chitară de ritm
- Bruce Gaitsch – chitară electrică
- John Putnam – chitară acustică, chitară electrică
- Fred Zarr – claviatură suplimentară
- Johnathan Moffett – percuție
- Billy Meyers – aranjament coarde
- Siedah Garrett – acompaniament vocal
- Edie Lehmann – acompaniament vocal

Persoanele care au lucrat la acest cântec sunt preluate de pe broșura albumului True Blue.

## Prezența în clasamente
| Țară (clasament 1986)                           | Poziția maximă | Referință |
| ----------------------------------------------- | -------------- | --------- |
| Australia (Kent Music Report)                   | 1              | [ 95 ]    |
| Austria (Ö3 Austria Top 40)                     | 4              | [ 96 ]    |
| Belgia (Ultratop 50 Flandra)                    | 1              | [ 31 ]    |
| Canada (RPM Top Singles)                        | 1              | [ 24 ]    |
| Elveția (Swiss Hitparade)                       | 2              | [ 38 ]    |
| Europa (European Hot 100 Singles)               | 1              | [ 30 ]    |
| Franța (SNEP)                                   | 3              | [ 97 ]    |
| Germania (Official German Charts)               | 2              | [ 35 ]    |
| Irlanda (IRMA)                                  | 1              | [ 32 ]    |
| Islanda (Íslenski Listinn Topp 40)              | 2              | [ 98 ]    |
| Italia (FIMI)                                   | 1              | [ 33 ]    |
| Norvegia (VG-lista)                             | 1              | [ 34 ]    |
| Noua Zeelandă (Recorded Music NZ)               | 3              | [ 99 ]    |
| Olanda (Dutch Top 40)                           | 2              | [ 36 ]    |
| Olanda (Single Top 100)                         | 1              | [ 100 ]   |
| Polonia (LP3)                                   | 2              | [ 101 ]   |
| Regatul Unit (UK Singles Chart)                 | 1              | [ 27 ]    |
| Spania (AFYVE)                                  | 4              | [ 37 ]    |
| Suedia (Sverigetopplistan)                      | 6              | [ 102 ]   |
| Statele Unite ale Americii (Billboard Hot 100)  | 1              | [ 18 ]    |
| Statele Unite ale Americii (Adult Contemporary) | 16             | [ 20 ]    |
| Statele Unite ale Americii (Dance Club Songs)   | 4              | [ 19 ]    |

| Țară (clasament 1986)                          | Poziția maximă | Referință |
| ---------------------------------------------- | -------------- | --------- |
| Australia (Kent Music Report)                  | 9              | [ 103 ]   |
| Austria (Ö3 Austria Top 40)                    | 21             | [ 104 ]   |
| Belgia (Ultratop Flandra)                      | 6              | [ 105 ]   |
| Canada (RPM Top Singles)                       | 13             | [ 26 ]    |
| Elveția (Swiss Hitparade)                      | 14             | [ 106 ]   |
| Germania (Official German Charts)              | 18             | [ 107 ]   |
| Italia (FIMI)                                  | 1              | [ 108 ]   |
| Noua Zeelandă (Recorded Music NZ)              | 13             | [ 109 ]   |
| Olanda (Single Top 100)                        | 13             | [ 110 ]   |
| Regatul Unit (UK Singles Chart)                | 8              | [ 111 ]   |
| Statele Unite ale Americii (Billboard Hot 100) | 29             | [ 22 ]    |
| Statele Unite ale Americii (Dance Club Songs)  | 29             | [ 112 ]   |

| Țară (clasament 1958–2018)                     | Poziția maximă | Referință |
| ---------------------------------------------- | -------------- | --------- |
| Statele Unite ale Americii (Billboard Hot 100) | 579            | [ 113 ]   |

## Vânzări și certificări
| \| Țară (clasament) \| Vânzări/ puncte \| Certificare \| Referințe \| \| --------------------------------------------- \| --------------- \| ----------- \| --------- \| \| Australia (ARIA) Versiunea lui Kelly Osbourne \| +70.000 \| \| [72] \| \| Franța (SNEP) \| +250.000 \| \| [114] \| \| Japonia (Oricon) \| +34.410 \| — \| [115] \| \| Regatul Unit (BPI) \| +651.000 \| \| [28][116] \| \| Statele Unite ale Americii (RIAA) \| +1.000.000 \| \| [21] \| | Note - reprezintă „disc de platină”; - reprezintă „disc de aur”; - reprezintă „disc de platină”. |             |                |
| Țară (clasament) | Vânzări/ puncte                                                                                  | Certificare | Referințe      |
| Australia (ARIA) Versiunea lui Kelly Osbourne | +70.000                                                                                          |             | [ 72 ]         |
| Franța (SNEP) | +250.000                                                                                         |             | [ 114 ]        |
| Japonia (Oricon) | +34.410                                                                                          | —           | [ 115 ]        |
| Regatul Unit (BPI) | +651.000                                                                                         |             | [ 28 ] [ 116 ] |
| Statele Unite ale Americii (RIAA) | +1.000.000                                                                                       |             | [ 21 ]         |